# Cesinali
Cesinali là một đô thị (comune) thuộc tỉnh Avellino trong vùng Campania của Ý. Cesinali có diện tích 3,73 km2, dân số là 2553 người (thời điểm ngày 1/5/2009).